# Исакуа
Ѝсакуа (на английски: Issaquah) е град в окръг Кинг, щата Вашингтон, САЩ. Исакуа е с население от 11 212 жители (2000) и обща площ от 21,9 km². Намира се на 33 m надморска височина. ЗИП кодът му е 98027, 98029, 98075, а телефонният му код е 425.